# Distretto di Kurigram
Il distretto di Kurigram è un distretto del Bangladesh situato nella divisione di Rangpur. Si estende su una superficie di 2296,10 km² e conta una popolazione di 2.069.273 abitanti (censimento 2011).

## Suddivisioni amministrative
Il distretto si suddivide nei seguenti sottodistretti (upazila):
- Kurigram Sadar
- Nageshwari
- Bhurungamari
- Phulbari
- Rajarhat
- Ulipur
- Chilmari
- Raomari
- Char Rajibpur